# Helmbert
Helmbert (mort le 26 novembre 1206) est évêque de Havelberg (de) de 1191 à sa mort.

## Biographie
Helmbert est mentionné comme prévôt prémontré de la cathédrale de Havelberg en 1186. En 1191 il devient évêque de Havelberg. Son travail se déroule moins dans son propre diocèse, mais principalement au service de l'archevêque de Mayence Conrad Ier de Wittelsbach, en compagnie duquel il fréquente la Diète d'Empire à Wurtzbourg en 1196. Lors de la participation de Conrad à la croisade de 1197-1198, Helmbert le représente pour les questions spirituelles auprès de l'archidiocèse. L'archevêque Conrad désapprouve la levée par Helmbert de l'interdiction contre le landgrave Hermann de Thuringe. Helmbert est présent à la consécration épiscopale du successeur de Conrad, Siegfried II von Eppstein. Au cours de son épiscopat, Helmfried exerce des activités d'évêque auxiliaire principalement dans la partie thuringienne-saxonne de l'archidiocèse, et en 1206 également dans le diocèse de Wurtzbourg.